# Anna Caula
 Anna Caula i Paretas  (Gerona, 6 de abril de 1971) es una entrenadora de baloncesto femenino y política española, diputada en el Parlamento de Cataluña en la XI legislatura por la coalición Junts pel Sí y en la XII por la coalición electoral Esquerra Republicana de Catalunya-Catalunya Sí.

## Biografía
Anna Caula es entrenadora superior de baloncesto por la Federación española de baloncesto (1996) y tiene estudios de psicología por la Universidad Abierta de Cataluña.
Ha sido entrenadora de diferentes clubes de baloncesto de Gerona: Grupo Excursionista y Deportivo Gerundense (GEIEG), el CB Bañolas, el CD Maristas Gerona y el CD Santa Eugenia.
Entrenadora del Uni Girona Club de Bàsquet desde la temporada 2008-2009 en que el equipo militaba en la Liga Femenina 2 de Baloncesto de España a la temporada 2013-14 de la Liga Femenina de Baloncesto de España. Durante las seis temporadas que dirigió el equipo consiguió, en su primer año, el ascenso del equipo a la Liga Femenina de Baloncesto de España, dos segundos puestos en la máxima competición nacional, dos participaciones en la Copa de la Reina, dos presencias en los playoffs y una final de Supercopa. Desde el año 2014 es directiva del Uni Girona Club de Bàsquet.
Ha sido entrenadora de la categoría Sub-20 de la Selección femenina de baloncesto de España, donde ha conseguido en el Campeonato Europeo de Baloncesto Femenino Sub-20 dos medallas de Oro (2012 y 2013) y una medalla de plata (2014).
En las Elecciones al Parlamento de Cataluña de 2015 formó parte de la candidatura independentista Junts pel Sí en el número 2 de la circunscripción electoral de Gerona obteniendo el escaño de diputada en el Parlamento de Cataluña.
En las Elecciones al Parlamento de Cataluña de 2017 volvió a ser elegida como diputada en el Parlamento de Cataluña en la XII legislatura autonómica de Cataluña por la coalición electoral Esquerra Republicana de Catalunya-Catalunya Sí.